# Trawica
Trawica est une localité polonaise de la gmina mixte de Sianów, située dans le powiat de Koszalin en voïvodie de Poméranie-Occidentale. Elle se situe à environ 10 km au nord-est de la ville de Koszalin et 145 km au nord-est de la capitale régionale Szczecin.

## Géographie

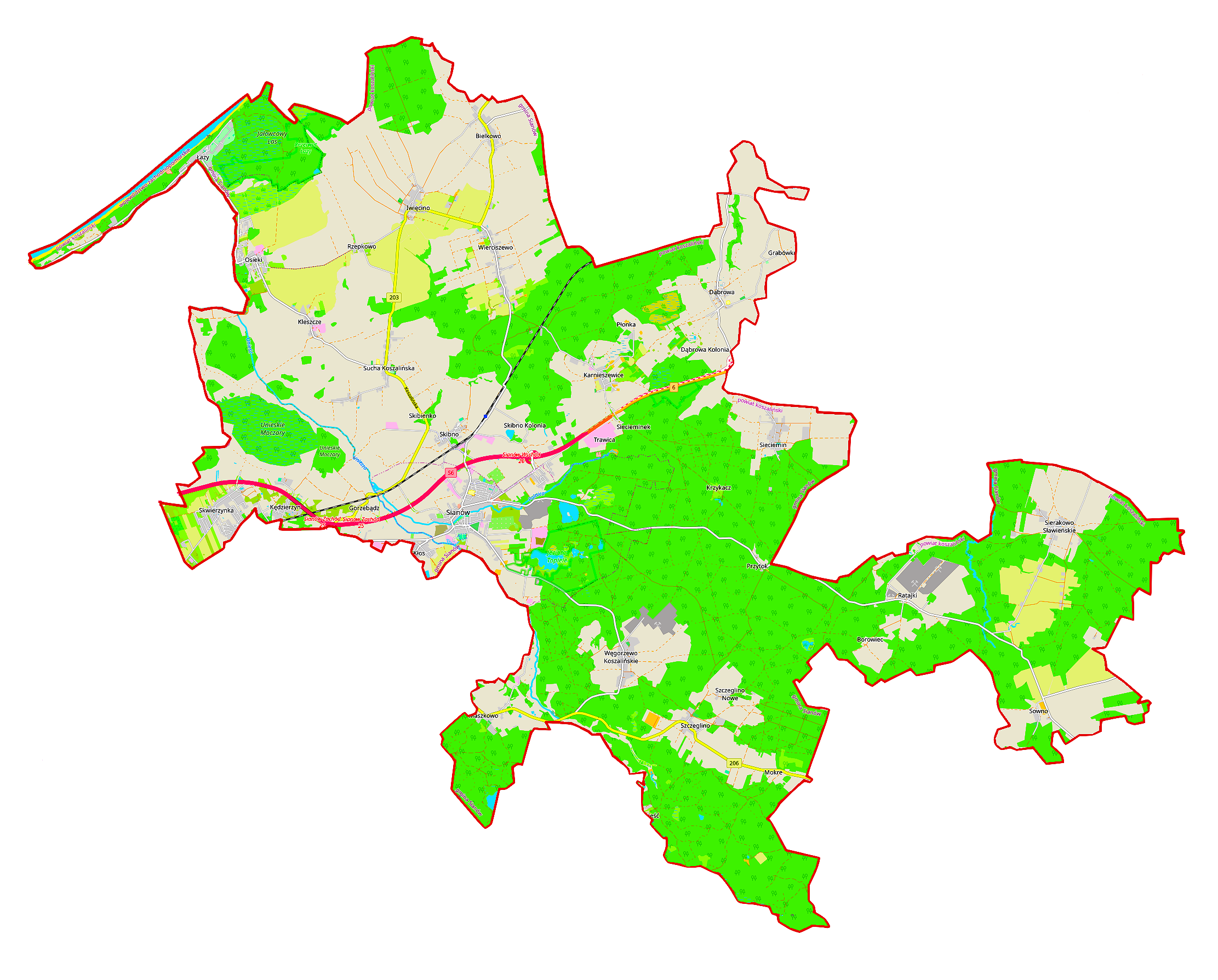
Carte de la gmina de Sianów.